# Institut für Mikrobiologie der Bundeswehr

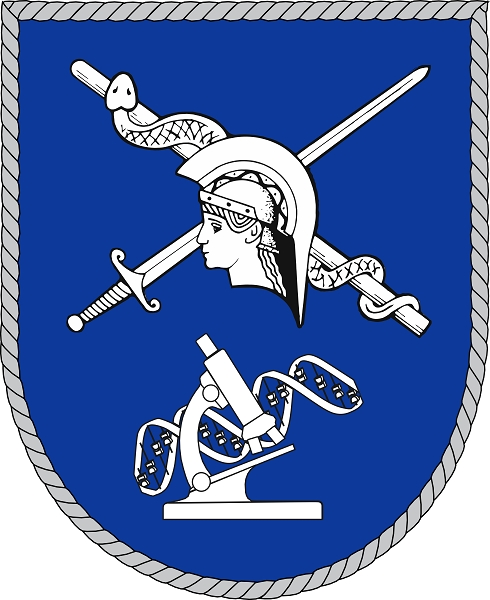
Wappen des IMB

Das Institut für Mikrobiologie der Bundeswehr (IMB, bundeswehrinterne Abkürzung InstMikroBioBw) in München ist das wissenschaftliche Kompetenzzentrum der Bundeswehr auf dem Gebiet des medizinischen Schutzes vor biologischen Kampfstoffen und anderen gefährlichen Infektionserregern. Es vertritt die Bundeswehr in Forschung, Ausbildung und Konzeption. Es stellt Verfahren und Methoden zur schnellen Identifizierung und Verifikation bei Vorwürfen bezüglich des Einsatzes biologischer Kampfstoffe zur Verfügung, führt Fachausbildungen durch und beteiligt sich an der Entwicklung von Schutzkonzepten und -strategien.

## Geschichte
Das Institut wurde 1966 als Laborgruppe Mikrobiologie an der Sanitätstruppenschule der Bundeswehr (heute: Sanitätsakademie der Bundeswehr) in München aufgestellt. Das heutige Institut für Mikrobiologie der Bundeswehr wurde erst 1984 aufgestellt. Gemeinsam mit dem Institut für Radiobiologie der Bundeswehr und dem Institut für Pharmakologie und Toxikologie der Bundeswehr wurde das Institut im August 2002 zur selbstständigen Dienststelle des Zentralen Sanitätsdienstes der Bundeswehr und dem Sanitätsamt der Bundeswehr unterstellt. Seit 2012 sind alle drei Institute militärisch wieder der Sanitätsakademie unterstellt.
Als Reaktion auf die Terroranschläge am 11. September 2001 empfahl der Wissenschaftsrat das Institut für Mikrobiologie der Bundeswehr zu einem nationalen Kompetenzzentrum für den Medizinischen B-Schutz auszubauen.
Der Zentralbereich Diagnostik (ZBD) des Institut für Mikrobiologie der Bundeswehr wurde im September 2012 durch die Deutsche Akkreditierungsstelle (DAkkS) nach DIN EN ISO 15189 akkreditiert.
Seit 2009 richtet das Institut die Medical Biodefense Conference im Format einer internationalen Fachtagung aus.
Zusammen mit der Technischen Universität München, der Ludwig-Maximilians-Universität München und dem Helmholtz Zentrum München bildet das Institut seit 2010 den  Partnerstandort München des Deutschen Zentrums für Infektionsforschung (DZIF). Im Februar 2013 begann die Kooperation mit dem Institut für Mikrobiologie, Immunologie und Hygiene und dem Institut für Virologie der TU München. 2016 folgte ein Kooperationsvertrag mit der Universität Stuttgart-Hohenheim.
Am 27. Januar 2020 gelang es einer Forschungsgruppe des Instituts erstmals in Deutschland das neuartige Coronavirus SARS-CoV-2 bei Patienten zu diagnostizieren und in einer Zellkultur zu isolieren, womit ein Virusstamm für weitergehende Forschungen zur Verfügung stand.

## Aufgaben
- Bereitstellung von Fachwissen, Spezialdiagnostikkapazität, Grundsätzen, Konzepten, Richtlinien und Verfahren zur Erhaltung/Wiederherstellung der Gesundheit von Exponierten gegen biologische Kampfstoffe
- Bereitstellung spezialisierter, schnell-verlegbarer Einsatzkräfte (Task Force) bei militärischen B-Gefährdungslagen, zur Untersuchung unklarer Ausbrüche von Infektionskrankheiten, sowie zur medizinischen Verifikation von B-Kampfstoffeinsätzen
- Forschung zur Epidemiologie, Seuchenmanagement, Pathomechanismen, Vorbeugung, Erkennung und Behandlung von Gesundheitsstörungen durch biologische Kampfstoffe
- Beratung des Bundesministeriums der Verteidigung und anderer Bundesministerien bei fachlichen Fragen der B-Waffen-Abrüstung und Rüstungskontrolle

## Leiter
- 1984–1994: Oberstveterinär Ahrens
- 1994–2008: Oberstarzt Ernst-Jürgen Finke
- 2008–2019: Oberstarzt Lothar Zöller
- seit 2019: Oberstarzt Roman Wölfel